# Partícula hipotética
En física de partículas, una partícula hipotética es un tipo de partícula elemental cuya existencia es conjeturada o predicha por alguna teoría física, pero cuya existencia no ha sido corroborada empíricamente ni ha sido detectada. 
También se aplica el nombre partícula hipotética a algunas entidades hipotéticas con propiedades determinadas, que de existir presentarían cierto tipo de propiedades exóticas, como los taquiones.

## Partículas hipotéticas
Existen diversos tipos de partículas, cuya verosimilitud o evidencia indirecta varía en alto grado. Por ejemplo el gravitón es una partícula hipotética de la que existe cierta evidencia, y de cuya existencia depende esencialmente la visión asociada al modelo estándar de física de partículas.
Otras partículas hipotéticas dependen de la adecuación explicativa de modelos más controvertidos del mundo físico como son la supersimetría, en esta categoría se encuentran por ejemplo: El fotino, el wino, el zino, el gravitino y el gluino que serían fermiones compañeros supersimétricos del fotón, los bosones W y Z, el gravitón o el gluino, así como los sleptones y los squarks que serían bosones asociados a los leptones ordinarios y los quarks.
Finalmente una tercera categoría estaría constituida por partículas como los taquiones, cuya existencia no está prevista por ninguna teoría con apoyo indirecto, pero cuyas propiedades en caso de existir pueden describirse de manera bastante precisa.

## Partículas hipotéticas detectadas
Algunas partículas que en su día sólo tenían el estatus de partículas hipotéticas fueron detectadas, confirmando así las teorías que predecían su existencia. Entre estas partículas están el fotón, el bosón de Higgs, los bosones W y Z, y algunos hadrones pesados.